# 胡魯拉河
13°34′52″N 39°22′16″E / 13.581°N 39.371°E

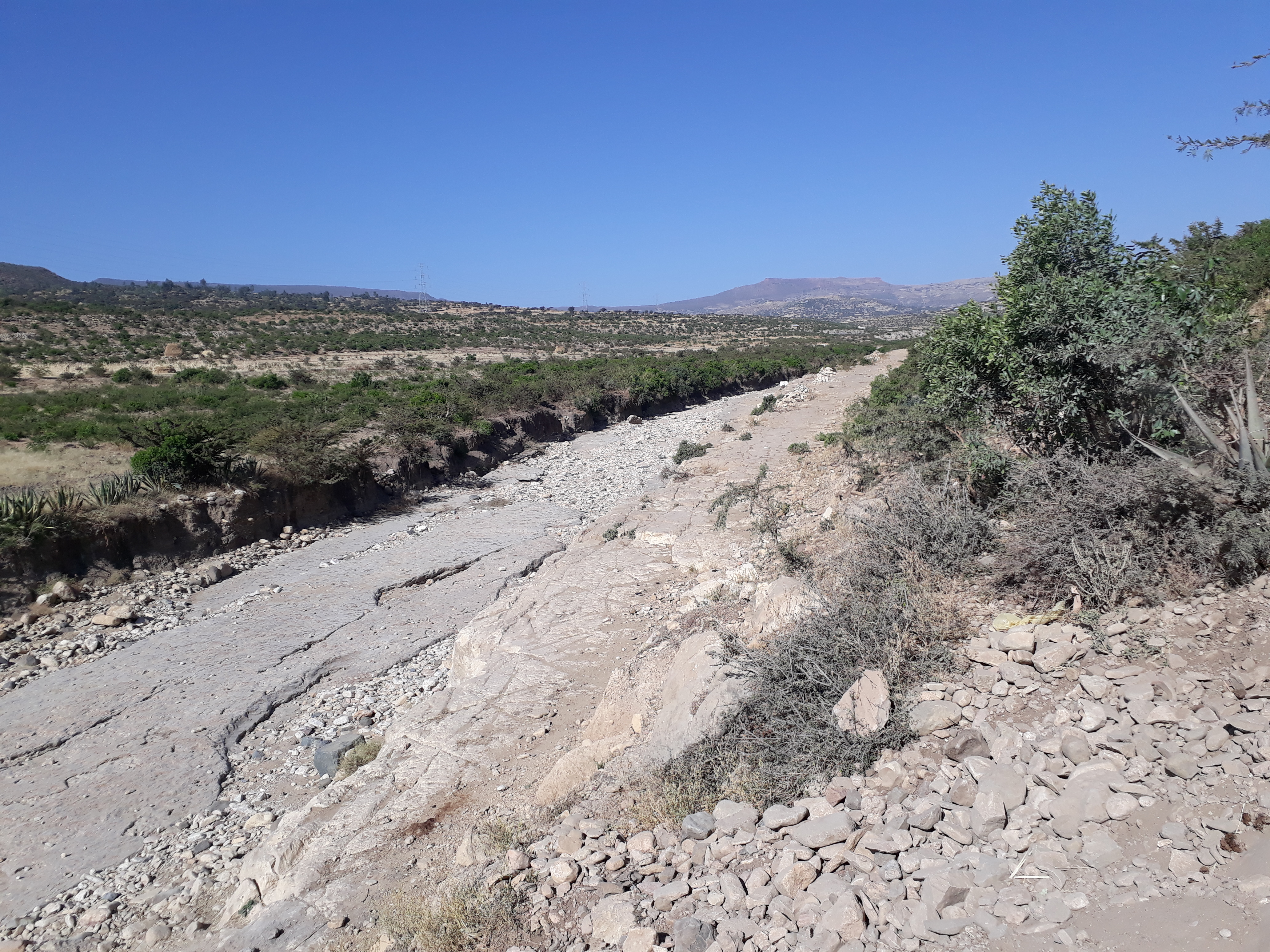

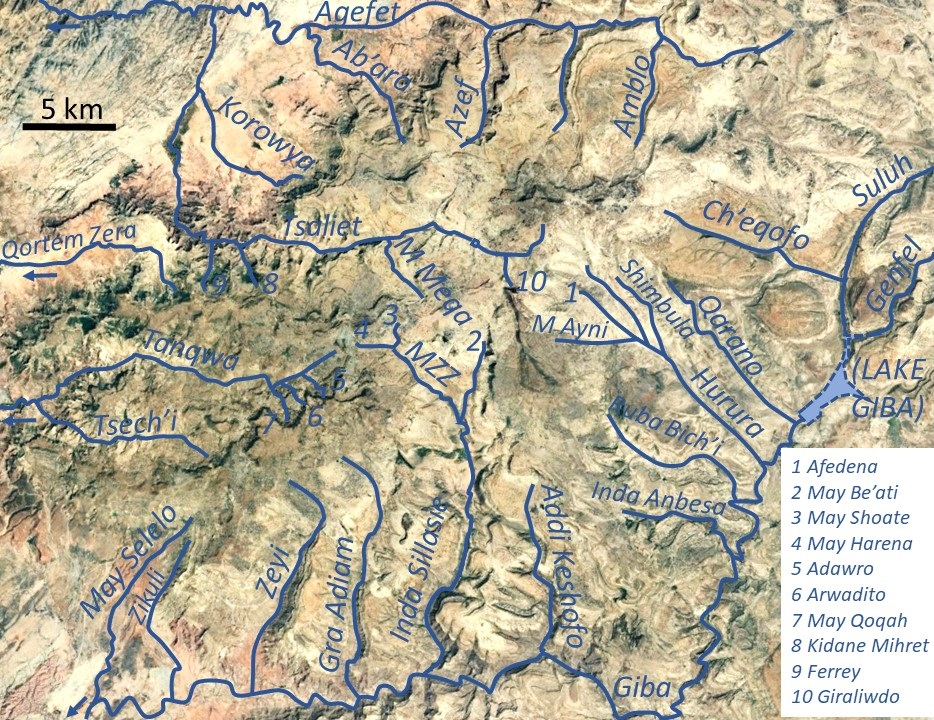

胡魯拉河是埃塞俄比亞的河流，位於該國北部，處於提格雷州，屬於尼羅河流域的一部分，河道全長22公里，最終注入吉巴河，該河沿途有多條徒步徑。